# Allgemeiner Studentenausschuss
Allgemeiner Studentenausschuss, або Allgemeiner Studierendenausschuss (AStA, укр. Загальний студентський комітет) — орган студентського самоврядування у ВНЗ ФРН.

## Див. теж
- Студентський парламент в Німеччині